# 三条彩夏
三条彩夏（さんじょう あやか、1994年8月3日 - ）は、日本のグラビアアイドル、タレント。
愛称は、あやっぺ。群馬県出身。YScompany所属。

## 略歴・人物
元人狼パフォーマンスユニット「BABYWOLF（ベイビーウルフ）」メンバーとして2018年から2022年まで活動。
趣味は、ドール、料理、絵、動物と戯れること。
特技は、玉ねぎの薄切り。
元教習指導員（2021年8月同資格取得）

## 出演

### テレビ
- ダウンタウンのガキの使いやあらへんで!（2017年大晦日、日本テレビ）
- この差って何ですか?（2020年、TBSテレビ）再現VTR
- ミクチャTV「三条彩夏のわっほいTV」（2024年1月28日から、チバテレビ）[6][7]

### ドラマ
- 未満警察 ミッドナイトランナー（2020年、日本テレビ）

### 映画
- ロックンロール・ストリップ（2020年）

### 書籍・雑誌
- グラドル THE BEST GIRLS（2019年9月18日、マイウェイ出版）

## 作品

### DVD
- わっほい めーぷる～群馬産1000％～（2019年4月26日、グラッソ)
- おはちおうち～あやっぺとかえろ～（2019年1月31日、グラッソ)
- あやっぺのこと、すき？（2020年11月27日、グラッソ)[2]